# BB戰士三國傳外傳 武勇激鬥錄
《BB戰士 三國傳外傳 武勇激鬥錄》為《BB戰士三國傳 戰神決鬥篇》的外傳故事，未有推出單行本，值以模型漫畫形式出現，作者為三國傳系列的下田龍彥。

## 簡介
本篇外傳時間點，是在赤壁之戰前、曹操軍剛剛統治荊州，以劉備的養子劉封等十二位未於正傳登場角色為主的短編故事，以補完多名未能在正式故事中推出的角色及劇情。
本作商品化方面，除項羽為原型設計外，其餘十二名角色均以昔日武者系列模型，追加新零件裝飾而成。除了三國志人物，本屬秦末楚漢時期的名將項羽，亦會於本編登場，為本作最矚目之處。
武勇激鬥錄角色藍本以模型原件人物為準，與原型MS並無關連。

## 幽州軍/翔
先後以荊州、益州為根據地，相等於「蜀」國。

### 小龍隊
由關平、張苞、劉封組成「小龍隊」。劉封為小龍隊首領。
劉封鋼彈（原型件:BB143 輝龍頑駄無）
原名寇封，成為劉備義子後改名劉封，武術及氣力出衆，與項羽為朋友。與關平、張苞組成「小龍隊」。被推為小龍隊首領。
稱號：少年蒼龍騎
武器：雙龍偃月刀，激旋風棍
合體武器：雙龍疾風長刀
必殺：雙龍疾風擊
關平鋼彈（MSA-0011 S Gundam）
關羽義子，為成為傳說中的「俠」而努力。於外傳《武勇激闘録》，與劉封、張苞組成「小龍隊」。
轟國呂蒙、甘寧受黑暗香爐的煙薰影響，變成邪惡武將，並率領強襲水軍侵略翔國。期間得到未受控制的太史慈救助，從他口中得知孫權、陸遜等人被闇之力封印而石化，轟國正受到闇之力支配，因而發動侵略。為解除香爐影響，關平與太史慈合作，並成功打破之。然而關平及太史慈兩人均被石化。最後關平憑著龍輝寶（詳見正傳故事）的力量將危機逆轉。
稱號：少年鬼武將
武器：輝麟牙、鬼銳爪、鬼銳盾
合體武器：雙鬼兩刃刀（與關羽「鬼牙龍月刀」合體）
必殺：雙鬼烈擊
超必殺：連彈鬼無雙（鬼牙百烈撃、双鬼烈撃、豪鬼爆連爪三位一体必殺）
張苞鋼彈（原型件:BB151 武零斗頑駄無）
張飛之子，與劉封、關平組成「小龍隊」。
稱號：少年無雙刃
武器：雷蛟，雷鸣十拳，雷影刀
必殺：爆裂超雷蛟

#### 其他武將
嚴顏鋼彈（原型件:BB201 武者逆A）
原本是益州守將，在孔明等人攻入益州時，與張飛交戰，後來兵敗被擄，張飛威脅嚴顏投降，反而比他斥責「益州只有斷頭將軍，沒有投解將軍!」，令張飛對嚴顏的氣節相當佩服，轉而禮待之，令嚴顏受到打動，最後兩人和解。加入翔國後，身為黃忠的副將，兩人經常共同出戰，以弓箭翻弄敵人。與姓氏一樣，有著「嚴」格的個性。
稱號：白髭之義將
武器：月光弓、月光盾
必殺：月鋼跳

## 曹操軍/機駕
以「官軍最後的鬥將」曹操為中心，以舊日三璃紗政治中心為基礎。郿城會戰後，吸納呂布隊成員而建立的軍團。官渡之戰後吞併冀州軍，勢力更一躍而上，成為三璃紗中，領土最遼闊、物資民眾最多最廣的強國。
荀彧鋼彈（原型件:BB77 武神頑駄無）
曹操手下的軍師、文官、政治家。在曹操東征西討期間，負責鎮守後方，以安定人心的政策管治，為機駕成為三國之首，打好穩健基礎。此外，荀彧亦以發明家的身分活躍於曹操軍中，致力為各武將研發各類組合複雜但威力強大的專用武器，包括由其所指揮士兵使用的強力武器「鳳激炮」，與及為張郃設計的格鬥兵裝「狼牙．雙重戟」，還有按照徐晃昔日所用大斧為藍本，重新製作的「鋏刃鐵」等都是其代表作。
作為文官，由於立場傾向程昱及姜維，與以司馬懿為首的三公派，始終保持一定距離。
在外傳故事中，荀彧帶兵與荊州神秘武將項羽對壘，項羽來勢洶洶。形勢危急下，荀彧正要發動鳳激炮時，許褚突然擋住企圖突襲的項羽。兩人展開三日三夜的單挑，最後許褚不敵。荀彧要求項羽報上名來，得知其身分後大驚，同時亦令項羽對被打敗的許褚失去興趣，而放其一馬。
稱號：王佐之天才
武器：赤龍刀、凰激砲
必殺：凰激砲大破彈
許褚鋼彈（原型件:BB256 火威獸丸）
曹操軍親衛隊的首領，以天生神力聞名於三璃紗。善於使用投擲型的鐵球，即使最堅硬的鎧甲也能一擊粉碎。
年少時為了保衝故鄉小村而與盜賊不斷周旋，直至與誤會為黃巾賊的典韋交手，結果兩人不相伯仲，典韋對許褚的高強武藝嘆為觀止，更將其推薦予曹操，成為曹操軍親衛隊成員，自此兩人建立惺惺相惜的友情。虎牢城會戰期間，典韋戰死，許褚亦繼承親衛隊領袖地位，而曹操對其非常信任，以至每夜就寢，都要許褚在帳外守護。
在外傳故事中，與荊州神秘的武將項羽展開死鬥，與其大戰三日三夜，最後不敵。
稱號：擊碎之剛將
武器：烏賊剛劍
合體武器：重甲鐵剛劍
必殺：重甲鐡球碎
樂進鋼彈（原型件:BB247 破牙丸）
於曹操軍擔任衝鋒隊長，個子矮小，但在每次戰事中擔任開路先鋒，果敢地衝入敵陣完成任務。本身只是軍中的記錄管員，因為被曹操所欣賞而轉任軍職，成為機駕衛將騎團的主力武將之一。於外傳故事中獨挑項羽，其必殺技誘發出項羽的驚人力量。
稱號：黑炎之威將
武器：黒鳳冥星刀
必殺：黑炎獄霸斬
于禁鋼彈（原型件:BB159 獸破頑馱無）
從董卓之亂時就投身曹操軍團的機駕宿將。赤壁之戰時，與樂進一起作為曹軍衛將騎團的一員。有著相當重視規律、穩重的個性，曾經負責追擊袁紹軍別部隊，火燒敵陣十餘，徹底地擊破敵人，為曹操軍帶來勝利作出極大貢獻。
稱號：漆黑之妖將
武器：黑妖棍 银狼牙 风烈刀
合体武器：虎形态（于禁本身和银狼牙）
必殺：百渦黑死棍

## 長沙軍/轟
位處三璃紗南方，孫一族統領的州郡，相等於「吳」國。
周泰鋼彈（原型件:BB252 神槍丸）
為孫家效力的轟之猛將，保護孫權時，身上有十二處傷跡留著在鎧甲。
赤壁之戰前，聽說項羽的傳言，為了保護孫權，為孫權負著傷。是戰場上守護孫權榮譽的勲章。
稱號：殊勳之十二痕
武器：周刃槍
合體武器：周刃十字鋼槍
必殺：十字激斬
特別貼紙:傷跡貼紙
丁奉鋼彈（原型件:BB206 武者Gerbera鋼彈）
輩份較低轟國的智將。臂力驚人，智勇雙全。
除了能輕鬆揮舞重型大槍外，也是擅長暗器「鐵彈子」的高手。
在甘寧帶領江東強襲誘導項羽成功。
稱號：鉄礫之賢将
武器：三尖烈槍
合體武器：不詳
必殺：裂破三尖擊
特別貼紙:武器聲音,名字(丁奉,陸遜,項羽)貼紙
凌統鋼彈（原型件:BB208 武者高達MK-IV）
仕奉孫權的參謀，與父親凌操同樣仕於長沙軍，也是孫家的宿將。後來凌操與當時、仍為荊州強襲水軍將領黃祖手下的甘寧交戰，結果戰死，令凌統對甘寧懷有深仇大恨。因此在甘寧離開黃祖，改投長沙軍時，凌統相當痛恨，甚至在他面前屢出惡言。雖然如此，當凌統在戰場遭遇危難時，甘寧不單沒有記仇，反而毅然出手相救，化解了是次危機，亦為凌統與甘寧關係轉變的契機，兩人自此以後開始放下仇怨，更成為彼此惺惺相惜的戰友及摯友。
稱號：銀影之若虎
武器：白銀十文字槍
必殺：烈火十文字斬

## 涼州軍
位處西北的軍團，曾加入反董卓聯軍，負責從西路進軍洛陽。
馬岱鋼彈（原型件:BB205 武者Blue鋼彈）
馬超之表弟，精通騎術，擅長騎兵作戰，比馬超更為冷靜，擁有「闇之血」的猛將。
為了阻止曹操軍以武力統一天下的野心，獨自南下，嘗試暗殺曹操，中途得到項羽幫助，但在荀彧與許褚面前被逼撤退。事後在項羽鼓勵下，決定再次返回西涼。赤壁之戰後，機駕立國，曹丕便以此事為理由進攻西涼。
稱號：蒼漣之錦豹
武器：黃金鋼鎚(可以將銅牆鐵壁一擊破壞的鐵鎚)、黃金雙刃刀(刀身兩側都有開鋒的特殊武器)
合體武器：雙刃黃金槌(兼備切割及擊碎效果的合體兵器)
必殺：黃金大破振(以雙刀黃金槌擊向地面，令吸收鬥氣的碎石四處濺起，將附近敵人打倒的絕技。)

## 楚
四百年前由項羽建立的國家。
項羽逆X（Concept-X 6-1-2 Turn X）
在三國傳外傳·武勇激鬥錄裡登場的最矚目之處，與傳說中的神秘英雄項羽同名，與劉封為好友。有著震懾千萬馬的氣勢，武藝極高，猛將周泰、許褚與之交手亦陷於苦戰，一邊哼着歌（楚之歌）一邊走遍著三璃紗。
在馬謖的協助下，在故鄉荊州建立第四勢力楚國，被其餘三國大軍包圍中。在絕境之中，強令馬謖離開，獨自面對幾近絕路的困境。最後在戰場中重遇已經成為劉備養子的劉封(寇封)，感慨四百年前敗於劉姓武將(劉邦?)的宿命，如今亦無法改變，便讓劉封處死自己，只留下虞美人贈予的花朵，在戰場上開花，楚國就此滅亡。
2010年，以NDS遊戲SD高達三國傳 BraveBattleWarriors真三璃紗大戰附送的限定版模型方式推出，同時在遊戲中亦新增以項羽為主角的特別篇章「項羽之亂」。
稱號：楚霸王、鬥神
武器：獄騅劍、虞美神刀、霸王弓、霸鐵甲
必殺：拳霸爆碎(霸鐵甲與項羽的鬥氣共鳴後所引發的能力，相似於〝阿修羅神拳〞中的〝神拳爆碎〞。)
馬謖鋼彈（原型件:BB249 武侍丸）
出生於荊州的少年天才軍師，懈逅項羽並替項羽出謀獻策，協助項羽在荊州獨立，建立楚國成為第四勢力。
後來加入翔國，被孔明寄予厚望，一心期望將他培養成繼承者。不過在才華漸長的同時，卻逐漸產生驕傲心理，令孔明亦為他頗感擔憂。
稱號：鮮烈的俊英
武器：巨斬半月刀(外形巨大，其實相當輕巧的武器)、一刀翔(由海外國度鑄造的長刀)、白良(與一刀翔一對的武器)、翼擊劍(作為飛刀使用的武器)
合體武器：將一刀翔插入巨斬半月刀成為一體兵器
必殺：半月爆投彈(將敵人引到指定地點後，以巨斬半月刀一舉消滅敵人，是攻防一體的戰法。)

## 武器
周刃槍
周泰的武器
周刃十文字槍
周泰的武器
赤龍刀
荀彧的武器，古代流傳的武神之刀
凰激砲
荀彧的武器，亦為一般兵用量產武器，通常要集結兩名士兵的精神力發動，荀彧則只需一人之力便可發動。
烏賊剛劍
許褚的武器，外形如烏賊觸手般改變形狀的雙劍)
剛鐵球
許褚的武器，平常分拆於兩肩，作戰時結合，可向敵人投擲。
重甲鐵剛劍
許褚的武器，剛鐵球連接烏賊剛劍而成的流星槌
獄騅劍
項羽的武器，以項羽的愛馬「烏騅」(日文發音一樣)為名的劍，如同鋸齒般的刀身可輕易撕裂敵人的鎧甲。
虞美神刀
項羽的武器，以項羽的愛姬「虞美人」為名的刀，項羽極少使用的武器，是一把有着虞美人花(罌粟花)圖案的青龍大刀。
霸王弓
項羽的武器，以項羽自身「楚霸王」為名的弓，項羽隨身之物，威力無窮，放置於背包左則。
霸鐵甲
項羽的手甲，神話時代就存，與項羽的鬥氣共鳴後引發出〝天之刀〞的力能量。

## 主題曲
- 三縭紗傳說 THE BRAVE LEGEND
- 日文版主唱：Ko-Saku
- 粵語版／國語版主唱：鄭伊健

## 外部連結
- （日語） 日文三國傳官方網頁
- （中文） 亞洲三國傳官方網頁